# Amsonia
Amsonia je rod zimzelenovki (Apocynaceae) smješten u vlastiti tribus Amsonieae, dio potporodice Rauvolfioideae. Postoji 16 priznatih vrsta koje rastu po po velikim predjelima Sjedinjenih Država, dijelovima Azije (Japan, Kina, Korejski poluotok), i u Turskoj  i Grčkoj (jedna vrsta)

## Vrste
1. Amsonia ciliata Walter
2. Amsonia elliptica (Thunb.) Roem. & Schult.
3. Amsonia fugatei S.P.McLaughlin
4. Amsonia grandiflora Alexander
5. Amsonia hubrichtii Woodson
6. Amsonia jonesii Woodson
7. Amsonia kearneyana Woodson
8. Amsonia longiflora Torr.
9. Amsonia ludoviciana Small
10. Amsonia orientalis Decne.
11. Amsonia palmeri A.Gray
12. Amsonia peeblesii Woodson
13. Amsonia rigida Shuttlew. ex Small
14. Amsonia tabernaemontana Walter
15. Amsonia tharpii Woodson
16. Amsonia tomentosa Torr. & Frém.

## Sinonimi
- Ansonia Raf.